# Alekseï Olovnikov
Alekseï Matveïevitch Olovnikov (en russe : Алексей Матвеевич Оловников), né le 10 octobre 1936 à Vladivostok et mort le 6 décembre 2022, est un biologiste russe connu pour son hypothèse télomérique du vieillissement.
En 1965, Leonard Hayflick découvre que des cellules en culture possédaient un nombre de divisions limité d’environ 50 fois pour des cellules humaines avant d’entrer en sénescence. Elles n’étaient pas immortelles. Cette observation renforçait l’hypothèse, déjà émise depuis longtemps, selon laquelle le vieillissement serait dû à une baisse de la capacité de prolifération des cellules de l’organisme. Ce phénomène fut baptisé la limite de Hayflick.
En 1971, Alekseï Olovnikov relie cette limite proliférative au raccourcissement des télomères. En effet, les télomères sont des structures dynamiques de chromatine qui sont constituées, par des répétitions non codantes associées à un complexe de protéines spécifiques. Ils se situent à l’extrémité des chromosomes et les protègent contre toute formes de détériorations. Olovnikov propose alors que les cellules perdent une partie de leur ADN télomérique après chaque cycle de réplication jusqu'à une taille critique qui déclencherait un signal d'arrêt de la prolifération cellulaire,. La prédiction d'Olovnikov s'est révélée exacte dans la majorité des cellules somatiques humaines du fait de l'absence ou de la faible expression de la télomérase, une enzyme capable de resynthètiser l’ADN télomérique. La perte d'ADN télomérique est estimée entre 40 et 200 nucléotides par division in vitro et entre 15 et 50 nucléotides par an in vivo.
Olovnikov émet l'hypothèse télomérique du vieillissement basé sur le raccourcissement des télomères comme cause du vieillissement cellulaire et des organismes. Il propose également que cette dynamique des télomères pourrait être impliqué dans la tumorigénèse.
En 2009, lors de l'attribution du Prix Nobel de physiologie ou médecine aux trois américains Elizabeth Blackburn, Carol Greider et Jack Szostak, pour « avoir élucidé les mécanismes du vieillissement cellulaire », une partie de la communauté scientifique s'est émue de l'oubli d'Olovnikov, l'un des plus éminents pionniers dans le domaine. Vladimir Skoulatchev, doyen de la faculté d'ingénierie biologique de l'Université de Moscou, mentionne lors d’une interview : « Il est dommage que ce chercheur ait été oublié lors de la remise du Prix aux trois chercheurs américains... Il est mondialement connu qu'Olovnikov a été le premier à avancer cette idée, les chercheurs américains ne l'ayant que confirmée. » On lui attribue le Prix Demidoff en 2009.